# 松永久秀
松永 久秀（まつなが ひさひで、永正5年〈1508年〉- 天正5年10月10日〈1577年11月19日〉）は、戦国時代・安土桃山時代の武将、大和国の戦国大名である。官位を合わせた松永 弾正（まつなが だんじょう）の名で知られる。弟に長頼、嫡男に久通。

## 概要
初めは三好長慶に仕えたが、やがて三好政権内で実力をつけ、室町幕府との折衝などで活躍した。久秀は長慶の配下であると同時に交渉の一環として室町幕府第13代将軍・足利義輝の傍で活動することも多く、その立場は非常に複雑なものであった。また、長慶の長男・三好義興と共に政治活動に従事し、同時に同じ官位を授けられるなど主君の嫡男と同格の扱いを受けるほどの地位を得ていた。
長慶の死後は三好三人衆と、時には協力し、時には争うなど離合集散を繰り返し、畿内の混乱する情勢の中心人物の一人となった。織田信長が義輝の弟・足利義昭を奉じて上洛してくると、一度は降伏してその家臣となる。その後、信長に反逆して敗れ、信貴山城で切腹もしくは焼死により自害した。
茶人としても高名であり、茶道具と共に爆死するなどの創作も知られている。

## 生涯

### 出自と登場
永正5年（1508年）生まれ。出身については、阿波国・山城国西岡（現在の西京区）・摂津国五百住（現在の高槻市）の土豪出身など諸説がある。長江正一は西岡出身の商人の生まれで、斎藤道三と同郷であったと断定している。
しかし、美濃の国盗りは道三一代のものではなく、その父の長井新左衛門尉（別名：法蓮房・松波庄五郎・松波庄九郎・西村勘九郎正利）との父子2代にわたるものではないかと思われる資料が発見されたことから、同郷だと当てはめるのは困難だとされ、2012年頃からは摂津国五百住の土豪出身の説も大きくなっている。また、阿波国出身説は、同国市場犬墓村（現・徳島県阿波市市場町犬墓）旧家の由緒書に基づくが、長慶の父・三好元長が阿波国から渡海し畿内入り戦闘時の史料に松永姓の武将はいないし、その諸将は後にほとんどが、三好実休に従い、阿波へ帰国しているので、史実性はなくなっている。
天文2年（1533年）か天文3年（1534年）頃より、細川氏の被官・三好長慶の右筆（書記）として仕えたと言われている。史料における初見は、天文9年（1540年）といわれている。
天文9年（1540年）6月9日、長慶が西宮神社千句講用の千句田二段を門前寺院の円福寺、西蓮寺、東禅坊の各講衆に寄進する内容の書状を33歳の久秀が弾正忠の官名で伝達している。
同年12月27日、堺の豪商・正直屋樽井甚左衛門尉の購入地安堵判物にも久秀が副状を発給しており、このころ奉行の職にあったとみられる。
史料上の初見の時期からも、三好長慶が、それまでの三好勢のように、畿内の争いで一時敗れても阿波に帰らず、越水城主として摂津下郡半国の守護代になり、初めて畿内での統治を行った際に外様の家臣として取りたてられ、活動していたと見られる。
天文11年（1542年）、三好軍の指揮官として、木沢長政の討伐後なおも蠢動する大和国人の残党を討伐するため、山城南部に在陣した記録があり、この頃には官僚だけでなく武将としての活動も始めていた。長慶が細川晴元の家臣であった頃から仕えていたようだが、本格的に台頭してくるのは長慶が晴元を放逐して畿内に政権を樹立する頃からである。

#### 久秀の抜擢
松永久秀の抜擢は、三好政権における人事の特殊さを表していると指摘される。低い身分、外様からの重臣への抜擢自体は他の大名家でも見られるが、上杉家は樋口兼続に直江家の後を継がせ直江の城と家臣団を継承させ、北条家は福島（櫛間）綱成に北条の名字を与え一門に列席させるなど、抜擢するに応じて相応の家格・地位・領地・家臣団を与えている。滝川一益や明智光秀を外様から抜擢した織田信長も、家格という観点から、光秀や丹羽長秀に惟任氏、惟住氏の名跡を継がせている。
これらと比較して、三好長慶は久秀や岩成友通を登用し、彼らは三好政権で枢要な地位につくほどの重臣となったが、彼らが阿波時代からの三好譜代の名跡と家格を継承した形跡はない。これは三好家の人事登用が従来の家格にとらわれないものであったことの証左と言われる。天野忠幸は、この抜擢について、摂津の土豪など元々は低い身分で独自の領地や家臣衆を持っていない者を取り立てて、その基盤が三好長慶自らの信頼だけの、自分に忠誠を尽くす家臣団を作ろうとしたと指摘している。

### 三好長慶の寵臣時代

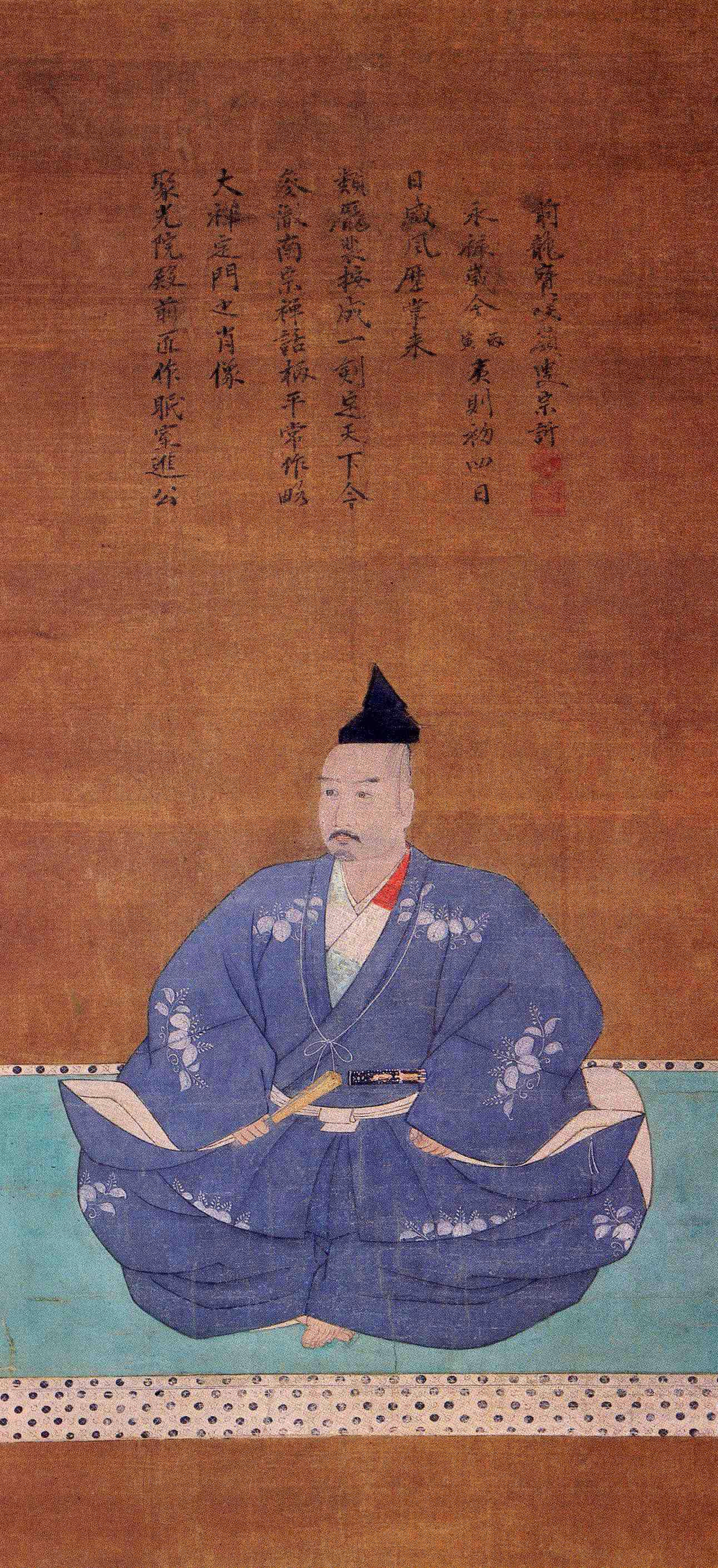
三好長慶像/大徳寺・聚光院蔵

天文18年（1549年）、三好長慶が細川晴元、室町幕府の13代将軍・足利義輝らを近江国へ追放して京都を支配すると、公家や寺社が三好家と折衝する際にその仲介をする役割を、三好長逸と共に果たすようになった。例えば、同年、公家の山科言継が今村慶満から所領の利益を押領されたため、これを回復する為に長慶らと交渉を開始するが、その際に度々交渉先の相手として久秀が登場している。同年12月には久秀は本願寺の証如から贈り物を受けている。
久秀は長慶に従って上洛し三好家の家宰となり、弾正忠に任官し、弾正忠の唐名である「霜台」（そうだい）を称する（霜台を称したのは永禄3年（1560年）からともされる）。
上洛後しばらくは他の有力部将と共に京都防衛と外敵掃討の役目を任され、天文20年（1551年）7月14日には等持院に攻め込んできた細川晴元方の三好政勝（宗渭）、香西元成らを弟の松永長頼と共に攻めて打ち破っている（相国寺の戦い）。しかし、この戦で両軍の放火の為に相国寺の塔頭、伽藍などが灰燼に帰してしまう。
長慶に従い、幕政にも関与するようになり、長慶が畿内を平定した天文22年（1553年）に摂津滝山城主に任ぜられる（弘治2年（1556年）7月とも）。同年9月には長頼と共に丹波国の波多野秀親の籠る数掛山城を攻めるが、波多野氏の援軍に訪れた三好政勝、香西元成に背後から奇襲を受け惨敗を喫する。この戦いで味方の内藤国貞が戦死を遂げ、内藤家に混乱が生じる。その後は長頼が国貞の遺子である千勝の後見人をするという形式で内藤家を継承、丹波平定を進めていった。
天文24年（1555年）、久秀は六角義賢の家臣・永原重興に送った書状の中で、将軍・義輝を「悪巧みをして長慶との約束を何度も反故にして細川晴元と結託しているから、京都を追放されるのは『天罰』である」と弾劾している。また長慶の書状も併せて送り、長慶が天下の静謐を願っていることを伝えている。
弘治2年（1556年）、奉行衆に任じられ、6月には長慶と共に堺で三好元長の二十五回忌に参加している。同年7月、久秀の居城滝山城へ、長慶が御成し、歓待された。久秀が千句連歌で、そして観世元忠の能で長慶をもてなした。
永禄元年（1558年）5月、足利義輝、細川晴元が近江国から進軍して京都郊外の東山を窺うと、久秀は吉祥院に布陣し、弟の長頼、三好一門衆の三好長逸、伊勢貞孝、公家の高倉永相と共に洛中に突入して威嚇行動を行ったのち、将軍山城と如意ヶ嶽で幕府軍と交戦し、11月に和睦が成立すると摂津国へ戻った（北白川の戦い）。
永禄2年（1559年）3月、三好長慶は鞍馬寺で花見を開催する。この際、久秀も谷宗養、三好義興、寺町通昭、斎藤基速、立入宗継、細川藤賢らと共に参加している。また同年、家臣の楠木正虎（楠木正成の子孫）が、北朝から朝敵として扱われているが、これを赦免して欲しいと前から願っており、久秀はこれを聞き入れて、正親町天皇に赦免を許可して欲しいと交渉している。正虎は赦免された上に河内守にも任官された。この交渉とそれにおける楠木氏の朝敵赦免には足利義輝も関与しており、彼も赦免に同意し許可した。しかし、義輝にとって足利家の仇敵であり敵対した南朝の中心人物である楠木氏を赦免することは内心とても不愉快であったろうし、強い危機感を抱いたに違いないという指摘もある。
久秀は同年5月の河内国遠征に従軍し、戦後は長慶の命令を受けて残党狩りを口実に8月6日大和国へ入り、1日で筒井順慶の本拠筒井城を陥落させ追い払った。次に平群谷を焼き、筒井方の十市氏を破った。
同年8月8日には信貴山城を修築しここに入る
永禄3年（1560年）には興福寺を破って大和一国を統一する一方、長慶の嫡男・三好義興と共に将軍・義輝から御供衆に任じられ、1月20日に弾正少弼に任官。6月から10月までの長慶の再度の河内遠征では大和国に残り、7月から11月にかけて大和北部を平定し、三好家中の有力部将として台頭していった。
そして同年11月に滝山城から大和北西の信貴山城に移って居城とする。やがて信貴山城に天守を造営した。
永禄4年（1561年）2月4日に従四位下に昇叙されると、それまで称していた藤原氏から源氏を称するようになった。また2月1日には義輝から桐紋と塗輿の使用を許された（『歴名土代』『御湯殿上日記』『伊勢貞助記』）が、これは長慶父子と同等の待遇であり、既にこの頃には幕府から主君・長慶と拮抗する程の勢力を有する存在として見られていた事がわかる。義輝が参内などをする際、久秀は義興と共に幕臣として随行しており、また義輝の元に出仕して仕事を行う頻度も増えてゆく。この御供衆任命が、久秀の政治生命・人生における一つの分水嶺とも解釈され、久秀と義輝が関与する史料がこれ以降増加する。長慶には多くの被官がいたが、ここまでの出世を遂げたのは久秀一人である。
この頃、久秀は長慶と「相住」（同居）の関係（『厳助大僧正記』）にあり、長慶の側近として特に重用されていた。同年からは六角氏への対応のため、三好軍の主力を率いてしばしば交戦している。
永禄4年（1561年）3月、将軍・義輝が三好義興の邸宅に御成し、歓待を受ける。ここで久秀は、義輝に太刀を献上したり、義輝の側近達を接待したりするなど、三好家の人間として義輝達を接待する一方で、具足の進上、義輝達への食事の配膳、食事中の義輝に酒を注ぐなど、御供衆の仕事も務めている。またこの将軍御成の宴席では猿楽が催されたが、久秀はその際にお膳を運ぶ仕事をしている。これは義輝を歓待する三好一族と、義輝の側近のみが許可された仕事であり、三好一門ではない久秀は御供衆としてこの仕事を行ったと推測される。

#### 三好政権内における地位
将軍御成における久秀の仕事は、彼が御供衆として非常に多くの仕事をこなしていたことを示し、それは、久秀が幕府・将軍と三好家の間を仲介し、両者の関係を取り持ち深化させる紐帯としての役割を持っていた証左でもある。
御供衆への任命によって、久秀は三好家家臣・長慶被官として活動するのと同時に、義輝の側近のような立場としても活動した。永禄4年（1561年）、足利義輝が三好義興の邸宅に御成した際の、久秀の行動からはそれを如実に伺わせる。
久秀は、三好義興が義輝の相伴衆に任命されるとほぼ同時に御供衆に任じられ、同時期に従四位下の官位を授与され、桐紋の使用を許可されていることから、家中における地位は長慶嫡男である義興と同格に近いものだったとみられる（相伴衆と御供衆の違いはあるが）。こうした飛躍的な出世、当主の嫡男と同格の地位まで登りつめたことが、彼が三好家に下剋上をして成り上がったと後世で言われる一因ではないかと指摘される。しかし、三好家の実権は没するまで長慶が握っていた、つまり三好家の実質的なトップは最期まで長慶であり、久秀は長慶を出し抜こうとしたりその意に反した形跡はない。
また、久秀は三好長慶から大和一国の管理を任され、その権勢は非常に強く、一国の大名のような立場になっていた。

### 畿内の覇権をめざして
永禄4年（1561年）11月、三好義興と共に六角義賢と京都付近で戦う（将軍地蔵山の戦い）。
永禄5年（1562年）、三好軍を結集させ河内へ出陣し、5月に義賢と結んだ河内国の畠山高政を打ち破り（久米田の戦い、教興寺の戦い）、紀伊国へ追放している（6月には義賢と和睦）。9月に長慶に逆らった幕府政所執事の伊勢貞孝・貞良父子を討伐するなど功績を挙げていく。
同年、大和と山城の国境付近に多聞山城を築城・移住し、大和国人・十市遠勝を降伏させ、永禄6年（1563年）1月には多武峰衆徒と戦うが苦戦し、足利義輝に仲介を依頼している。この時、和睦を仲介していた義輝はそれに応じない多武峰側に不快感を示していたという記録（『お湯殿の上日記』）があり、心情的に久秀側擁護に回っているとも解釈できる。敵対時には久秀が義輝の境遇を「天罰」と罵り、また永禄年間に曼殊院と松梅院との相論を巡り義輝と久秀が激しく口論を行う姿が記録される（『左衛門督局奉書案』）など、当初は険悪な関係にあったと思われる両者だが、義興・久秀が幕臣として義輝と接する機会も増え、決して常に対立していた関係ではなかったともいえる。
同年閏12月14日、家督を嫡男・久通に譲った（『厳助往年記』）。
久秀が勢力を増加させていく一方で、主君・三好長慶は弟の十河一存、三好実休、嫡男・三好義興の相次ぐ死去などの不幸が重なった。一存や義興については久秀による暗殺説もあるが、一存の死因は落馬、義興は病死とされている。
また、岩成友通に宛てた書状では、義興が病に倒れたことに心を痛め、改めて三好家に忠誠を誓い討死せん覚悟があることを伝えている。
永禄7年（1564年）5月9日、三好長慶の弟である安宅冬康の死去により、三好家では久秀に並ぶ実力者は、阿波で国主を補佐していた篠原長房のみとなる。
7月4日、長慶が死没すると、しばらくは三好三人衆（三好長逸・三好宗渭・岩成友通）らと共に長慶の甥・三好義継を担いで三好家を支えた。
永禄8年（1565年）5月19日、息子の久通と三好義継、三好三人衆が軍勢を率いて上洛し、室町御所の足利義輝を襲撃して殺害する（永禄の変）。この事件は久秀が首謀者のように言われているが、この時期の久秀は京への出仕は久通に任せ大和国にいることが多く、事件当日も大和国におり参加していない。また覚慶と号し、この当時僧籍に入っていた還俗前の足利義昭の書状から、久秀は事件直後に義昭の命は取るつもりはないと誓詞を出しており、実際に興福寺での監禁は外出を禁止する程度でさほど厳しいものではなかった。義継・久通・三人衆ら襲撃犯が義輝の子を懐妊していた侍女の小侍従局や弟の周暠を殺害したことに比較すると温情的な処置であり、久秀は義輝殺害に全く関与していなかった、または消極的だったともいえる。一方で、久秀は義輝殺害に強く反発した形跡が見られず、殺害そのものは容認していたのではないかとも推測される。久秀は義輝の死という突発的な状況に、義昭を庇護してそれを将軍に据え傀儡として操ろうとしていたのではないか、ともいわれる。義継は足利将軍家に取って代わろうとして殺害したが、久秀は武家上層の家格秩序意識からうまくいかないと認識して、義昭擁護に回ったともいう。
久秀は直後、キリシタン宣教師を追放した。その理由は内裏から追放の詔勅が出たからだが、そう働きかけたのは久秀だった。理由は法華宗の「六条」という僧院（＝おそらく本圀寺）の僧侶たちが、久秀にそう頼んで多額の金を送ったためである。後に信長によって宣教師が京に呼び戻された時には「かの呪うべき教えが行き渡る所、国も町もただちに崩壊し滅亡するに至る事は、身共が明らかに味わった事である」と進言したが、信長に一蹴されている。ただし義輝がいた頃は久秀も布教の許可状を出していたこと、六条の僧侶たちは始め「京にいる2人の宣教師を殺させようとして」いたこと、当時の法華宗は京でかなり大きな力を持っていたことなどから、久秀が個人的にキリシタンを嫌っていたのかは不明である。
同年8月2日、久秀の弟・長頼が丹波国で敗死して、三好家は丹波国を喪失した。やがて、久秀は畿内の主導権をめぐり三人衆と対立するようになり、11月16日に義継を担いだ三人衆が久秀と断交。両者は三好家中を二分して争い、これが内乱の幕開けとなった。
永禄9年（1566年）、三好康長や安宅信康ら一門衆も三人衆側に加担し、三人衆が新たに担いだ14代将軍・足利義栄からも討伐令を出されるなど、久秀は三好家中で孤立してしまう。
2月、久秀は畠山高政・安見宗房と同盟を結び、根来衆とも連携して義継の居城高屋城を攻撃するなど何とか勢力の挽回を図ろうとするも、三人衆は和泉国堺を襲撃。
2月17日、久秀は畠山軍とともに三人衆と同盟者の大和国人・筒井順慶と堺近郊の上芝で戦うが（上芝の戦い）、両者の挟撃を受け松永・畠山軍は敗退する。久秀は一旦多聞山城に退却して、5月に再度出陣し、かつての領国摂津で味方を募り堺で畠山軍と合流した。高屋城では三好義継の被官である金山氏（金山信貞か）が久秀へ内応を図るが高屋衆に阻止され失敗し、
高屋城から出撃した三人衆に堺も包囲されたため、5月30日に久秀は堺から逃亡し、数ヶ月間行方不明となった（『永禄以来年代記』）。高政は三人衆と和睦し、摂津・山城の松永方の諸城は篠原長房・池田勝正などの援軍を加えた三人衆に次々に落とされ、留守中の多聞山城は久通が守っていたが、筒井順慶が大和を荒らし回るなど劣勢に立たされた。

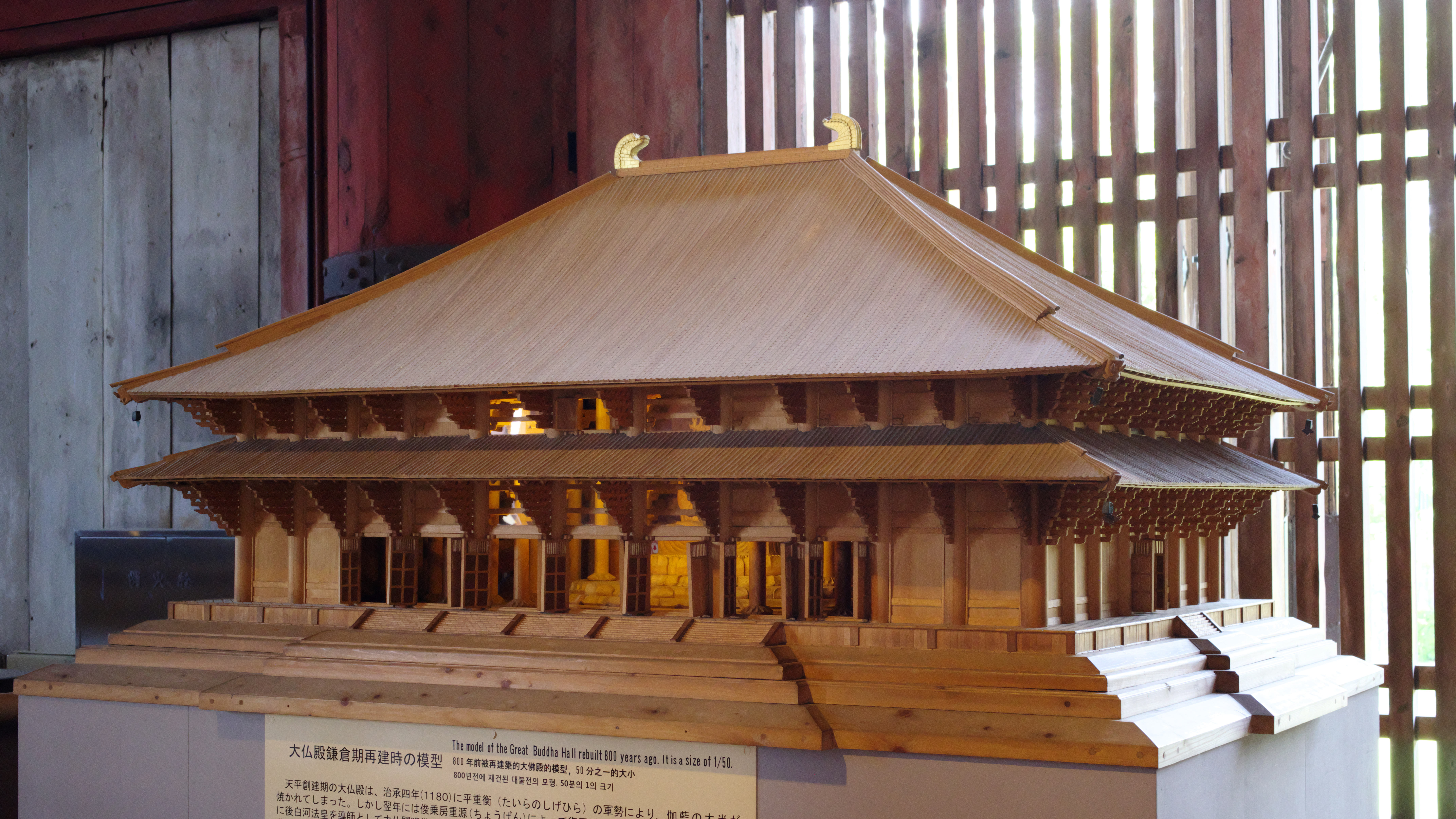
東大寺大仏殿の戦い時焼失した鎌倉時代再建の東大寺大仏殿模型

ところが、永禄10年（1567年）2月16日に再び金山信貞の手引きで三人衆のもとから三好義継が久秀を頼って出奔してきたため、これを契機に勢力を盛り返し、4月7日に堺から信貴山城に復帰した。
4月18日、三人衆が大和へ出陣した。久秀は長い対陣の末に10月10日に三人衆の陣である東大寺の奇襲に成功し、畿内の主導権を得た（東大寺大仏殿の戦い）。このとき大仏殿が焼失し、大仏の首も落ちた。茶人でもあった久秀は、近辺の松屋久政の手貝屋敷となっていた茶室・珠光座敷が失われるのを惜しみ、進攻に先立ち、松屋の椿井邸宅に解体して避難させた（『松屋会記』）。一般的には久秀の命によるとされているが、大仏殿に火を点けたのは誰か（あるいはそもそも放火なのか失火なのか）については諸説ある。松永久秀軍による兵火の残り火が倉庫に燃えつき、そして法華堂から大仏殿回廊にまわり本殿に燃え移った失火であると、同日の奈良での記録がある（『多聞院日記』）。その一方、ルイス・フロイスの『日本史』では、この出火は三好方のキリシタンの放火によると記述されている。
三好義継は2月28日付で南山城国人の椿井氏に宛てた書状で、三好三人衆の悪逆無道を鳴らし、また久秀の三好家に対する忠誠心を賞し、これを見離せず鞍替えしたと述べている。実際これ以降の久秀の行動は義継とほぼ共にあり、三人衆や阿波三好家（三好長治）とは激しく対立したものの、やはり三好家当主には忠実だったといえる。
しかし、この時点で久秀に味方したのは畠山高政や根来衆、箸尾高春ら一部の勢力だけで、四国に強い地盤を持つ阿波三好家の篠原長房率いる大軍勢を味方につけた三人衆とは大きな勢力の開きがあり、三人衆との戦いは終始劣勢であった。
永禄11年（1568年）になっても、三人衆は軍を大和に駐屯させたまま久秀の監視体制を継続し、6月29日に信貴山城が三人衆に落とされるまでになった（信貴山城の戦い）。多聞山城に籠城していた久秀が打開策として考えていたのが織田信長の上洛で、永禄9年（1566年）の段階で既に信長と交信していて、信長も大和国人衆に久秀への助力を伝えている。

### 信長の時代

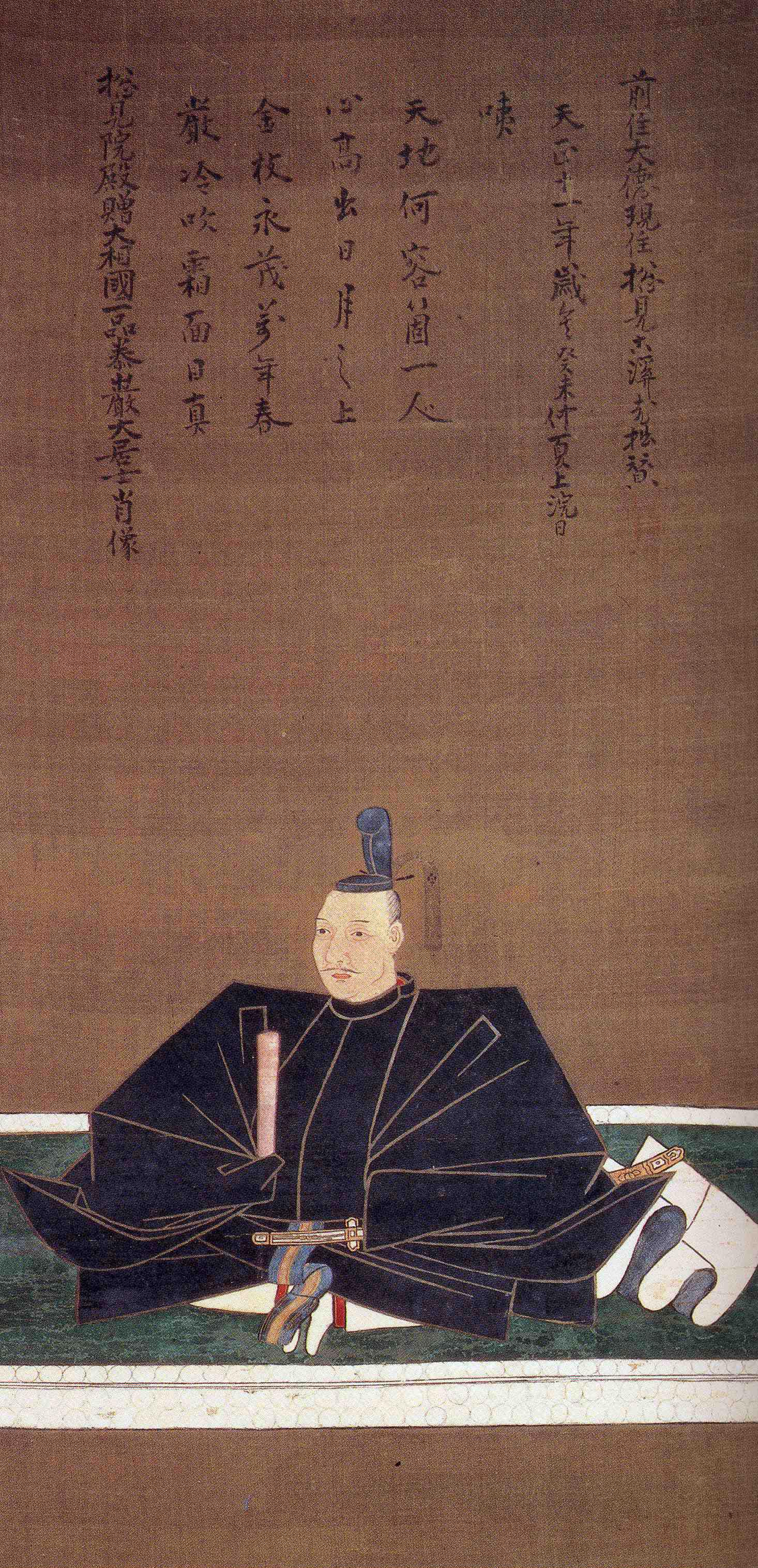
織田信長像（神戸市立博物館蔵）

永禄11年（1568年）9月、足利義昭を擁立した信長は上洛に成功し、信長の上洛に協力した久秀は、当初は信長の同盟者の立場にあった。10月2日には信長に対して人質と名物といわれる茶器「九十九髪茄子」を差し出した。久秀は幕府の有力者となり、永禄11年10月4日芥川城を訪問し義昭と信長に伏礼し、大和一国の支配を、「大和一国は久秀進退のまま」で認められた（『多聞院日記』翌日条）。三人衆は信長に抵抗して9月に畿内から駆逐され、足利義栄も上洛出来ず急死したため義昭が15代将軍となり、畿内は信長に平定された。この後も三好義継、松永父子は相伴衆や御供衆に任じられた義昭の「幕臣」としての京での活動が記録に残っている。
大和の有力国人はほとんどが筒井順慶に属していたが、10月に信長が家臣の佐久間信盛、細川藤孝、和田惟政ら2万の軍勢を久秀の援軍として大和に送ると、久秀はこの軍勢と協力して次第に大和の平定を進めていく。一段落した12月24日には岐阜へ赴き、さらに「不動国行の刀」以下の諸名物を献上した。
永禄12年（1569年）、久秀は大和平定を継続し、対する順慶は没落を余儀無くされていく。また、この年の本圀寺の変時には岐阜に滞在しており、事件の際には信長と共に上洛して駆けつけている。
永禄13年（1570年）正月、信長が義昭に五か条の条書を認めさせ、「義昭の命令は信長だけが承る」として、義昭幕府が、それまでの大名連合体制と久秀も含めた同盟者の立場から、一気に信長の単独連立体制と信長が上位者へと変貌する。同時に、信長は主要大名・国人への触書を出すが、触書に家康や義継宛には殿を付けたが、嫡男信忠の義父の久秀には付けず、義継の宿老扱いに、地位低下させられた。
元亀元年（1570年）、久秀は信長の朝倉義景討伐に義継や池田勝正らと共に参加し、信長が妹婿・浅井長政の謀反で撤退を余儀なくされると、近江国朽木谷領主・朽木元綱を説得して味方にし、信長の窮地を救っている（金ヶ崎の戦い）。
同年11月から12月にかけて、久秀は信長と三人衆の和睦交渉に当たり、久秀の娘を信長の養女とした上で人質に差し出して、和睦をまとめている。以後も事実上の信長の家臣として石山本願寺攻めに参加するが、次第に久秀と義昭は反目を深め、それと共に義昭を擁する信長との関係が悪化していく。
元亀2年（1571年）5月、久秀は畠山秋高の家臣で自らの指揮下にあった安見右近を奈良に招いて殺害すると、その本拠である交野城を攻めた（『多聞院日記』『二条宴乗記』）。これに呼応するように三好義継や三好三人衆までが畠山攻めを開始して、6月には連合して高屋城を攻めた（『尋憲記』）。義昭としては、久秀・義継・秋高はいずれも幕臣である以上、幕臣同士の争いを許容できず、和田惟政に秋高救援を命じた。
更に6月に入ると、義昭は養女を筒井順慶に嫁がせて自派に引き込み、これに順慶を宿敵とする久秀は許せず義昭に反旗を翻し幕府を離脱する。しかし、8月4日の辰市城の戦いで筒井方に大敗し、竹内秀勝らの重臣と奉行人など有力な家臣を失っている。筒井城も奪還された。しかし、その後三好三人衆と連携していた阿波三好家（三好長治・十河存保・篠原長房）とも和睦をして8月28日の白井河原の戦いで和田惟政を討ち取ることに成功した。
なお、久野雅司は久秀と義昭の対立のもう一つの理由として、久秀が大和支配の安定化のために幕府の直轄地である山城南部への進出を図り、それが義昭との境界紛争を招いた結果として、義昭は久秀を牽制するために順慶と接近したとみている。実際にこの年の5月より、久秀と三淵藤英・細川藤孝兄弟が山城普賢寺城を巡って交戦をし、10月には普賢寺城を抑えた久秀が更に槙島城へと攻め込んでいる。当時、義昭と信長の協力関係は続いており、久秀は信長と敵対したのではなく、義昭と対立した結果としてその後見である信長とも対立したと見るのが適切である。また、元亀2年（1571年）の時点で甲斐国の武田信玄から書状が送られており、この時点で既に信長に対する不穏な動きが見て取れる。
元亀3年（1572年）に入ると、久秀と義継は細川昭元・畠山秋高・遊佐信教・伊丹親興・和田惟長（惟政の子）らを味方に引き込もうとするが、義昭の働きかけによって誘いには応じず、わずかに三好為三を引き込めたに過ぎなかった。しかし、三好勢力の再結集には成功しつつあった久秀らは、朝倉義景や武田信玄、本願寺などの反信長勢力と接近し、また義昭と信長の関係悪化に伴って、敵対対象は信長へと移行していく（信長包囲網）。
元亀4年（天正元年、1573年）2月、義昭が信長と決別して挙兵をすると、義昭と久秀・義継は正式に和睦を結んだ。
同年4月、包囲網の有力な一角である信玄が西上作戦中に病死し、武田氏は撤兵した。
7月、足利義昭が信長に敗れて追放され（槇島城の戦い）。11月に三好義継も信長の部将・佐久間信盛に攻められ敗死（若江城の戦い）。
12月末、余勢を駆った織田軍に多聞山城を包囲され、久秀は多聞山城を信長に差し出し降伏した。三人衆もまた、信長に敗れ壊滅し、包囲網は瓦解した。
天正2年（1574年）1月、久秀は岐阜に来て信長に謁見、筒井順慶も信長に服属している。以後、久秀は対石山本願寺戦（石山合戦）の指揮官である信盛の与力とされたが、目立った動きは無い。

### 最期

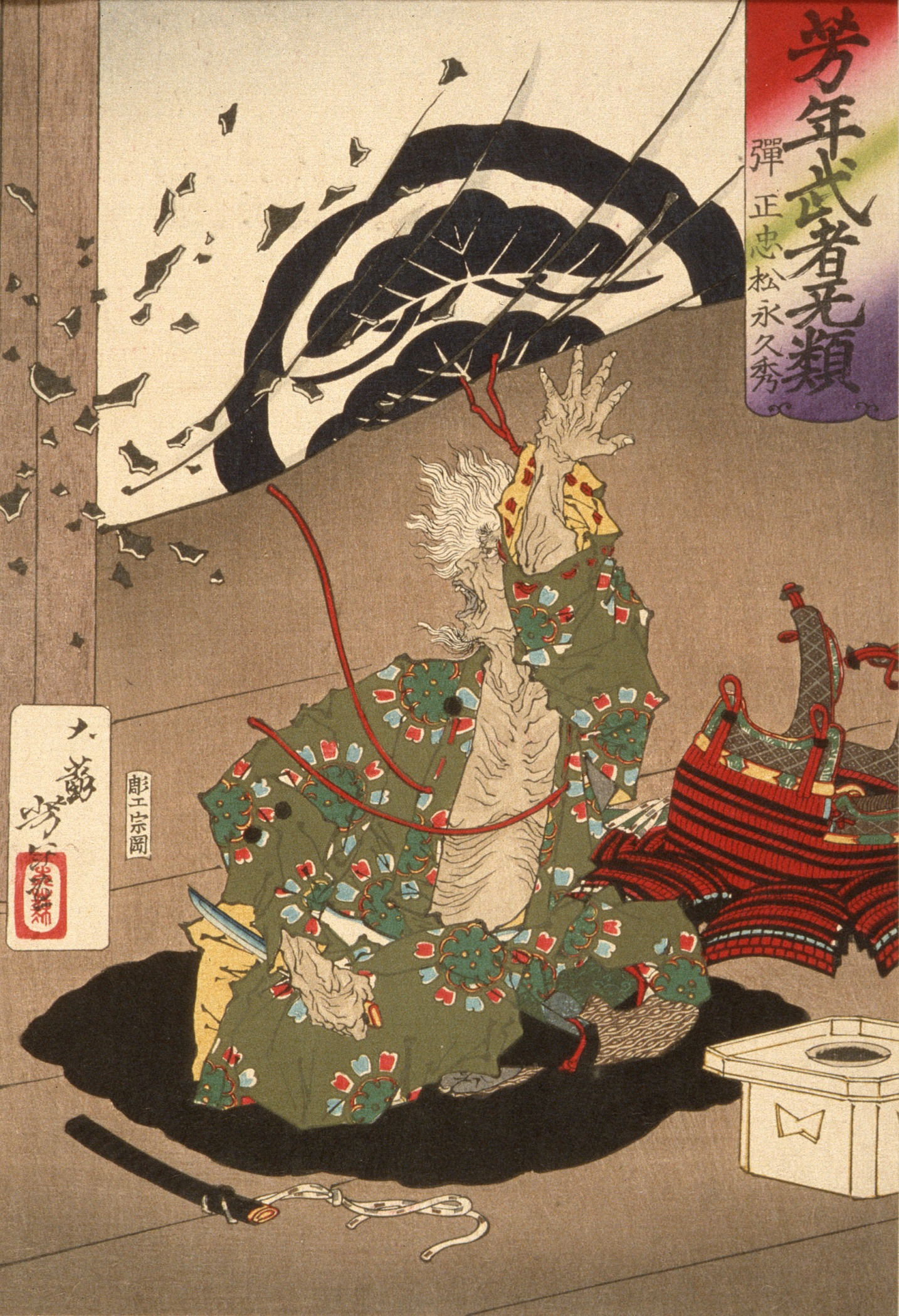
『芳年武者牙類：弾正忠松永久秀』（月岡芳年筆、明治16年（1883年））、平蜘蛛を割る場面

天正5年（1577年）8月、久秀は足利義昭や毛利輝元、上杉謙信、石山本願寺などの反信長勢力と呼応して、本願寺攻めから離脱した。信長の命令に背き、信貴山城に立て籠もり、再び対決姿勢を明確に表した。信長は松井友閑を派遣し、理由を聞こうとしたが、使者には会おうともしなかったという。信長は激怒し、佐久間盛明が養育していた十二歳、十三歳の二人の人質を処刑するよう矢部家定、福富秀勝に命じた。村井貞勝が助命嘆願するように人質に言い聞かせたが「ご助命くださることは決してございますまい。」と断り六条河原で斬首された（『信長公記』）。
信長は、嫡男・織田信忠を総大将、筒井勢を主力とした10万の軍勢を送り込み、10月には信貴山城を完全に包囲させた（信貴山城の戦い）。佐久間信盛は名器・古天明平蜘蛛を城外へ出すよう求め、久秀は「平蜘蛛の釜と我らの首の2つは信長公にお目にかけようとは思わぬ、鉄砲の薬で粉々に打ち壊すことにする」と返答した（『川角太閤記』）。
10月10日、織田軍の攻撃により、久秀は平蜘蛛を叩き割って天守に火をかけ、自害し果てた。首は安土へ送られ（『多聞院日記』）、遺体は筒井順慶が達磨寺へ葬った（『大和志料』）。享年68歳。
10年前に東大寺大仏殿が焼き払われた日と同月同日であったことから、兵達は春日明神の神罰（神仏習合を参照）だと噂した（『信長公記』）。

## 墓所

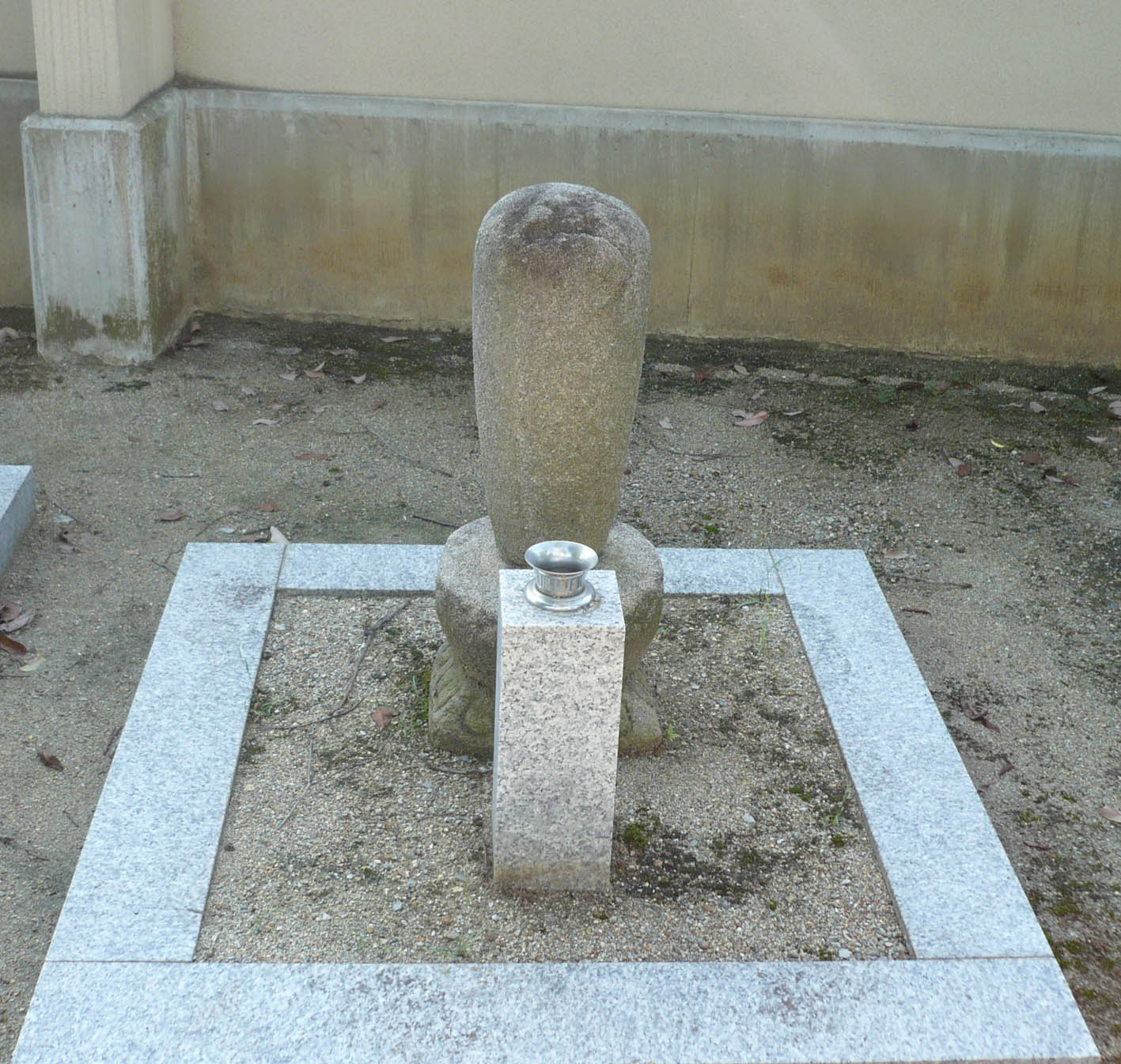
達磨寺にある松永久秀の墓

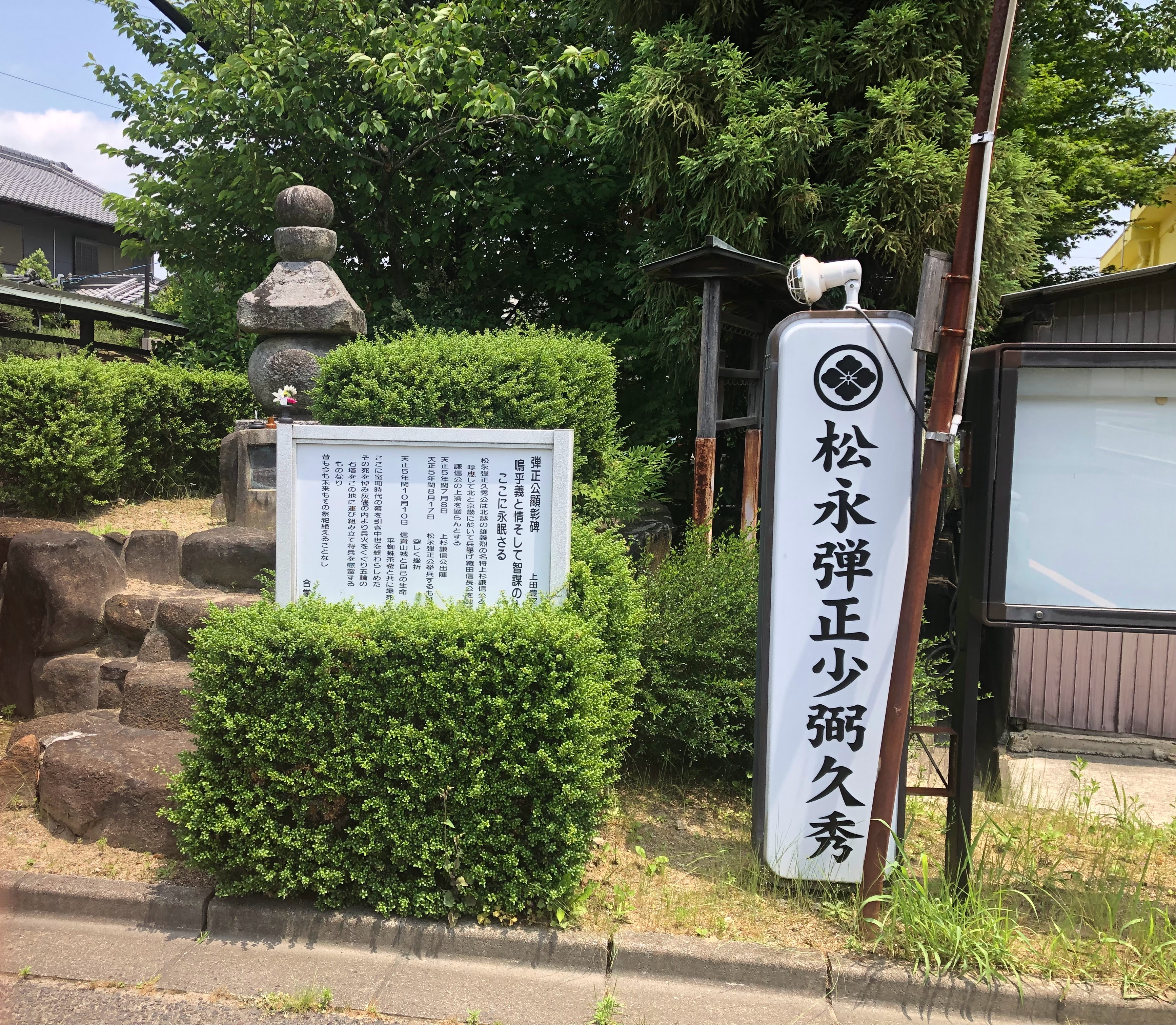
三郷町にある供養塔

- 京都市下京区の妙恵会総墓地[81]
- 奈良県北葛城郡王寺町本町の片岡山達磨寺[82]
- 奈良県生駒郡三郷町に供養塔

## 年表
※日付＝旧暦
- 年月日不詳、弾正少忠に任官。
- 年月日不詳、従五位下に叙す。
- 年月日不詳、正五位下に叙す。
- 永禄3年（1560年）1月20日、弾正少弼に転任。将軍の御供衆に列座。
- 永禄4年（1561年）
  - 2月3日、将軍家御紋の下賜がなされる[注釈 13]。
  - 2月4日、正五位下から従四位下に昇叙。弾正少弼如元[注釈 14]。
- 永禄12年（1569年）
  - 3月28日、『言継卿記』に山城守の記事あり、4月頃には弾正小弼から山城守に補任された[83]。
  - 4月3日、『多聞院日記』では、松少（松永弾正少弼の略）の記事あり。
  - 8月20日、『多聞院日記』では、松城州（松永城州＝松永山城守）の記事あり。

## 人物
- 天守を中心とした城郭建築の第一人者であり、多聞作りを創始した人物とされている。城門と櫓を一体化させ防御力を向上させるという発想は、当時は非常に革新的であった。天守の創始者と言われていたが近年、伊丹城に天守に相当する櫓が存在したことが判明し[84]、否定されている。また古代の古墳を破壊して築城した事でも有名だが、これは主君である三好長慶に倣ったものともされる。古墳は高台や水濠を備えていたことから城に改造するには最適な地形であり、また大和国は数多くの古墳が存在する。
- ルイス・フロイスは、自著『日本史』において永禄4年（1561年）の久秀の権勢を「天下の最高の支配権を我が手に奪ってほしいままに天下を支配し、五畿内では彼が命令したこと以外に何事も行なわれないので、高貴な貴人たちが多数彼に仕えていた」と記しているほか、「（久秀は）偉大なまた稀有な天稟（てんぴん）をもち、博識と辣腕をもち、腕利きであるが、狡猾である」と評している[10]。

### 茶人としての松永久秀
- 武野紹鴎に師事しており、茶人としての交流は広かった。
- 古天明平蜘蛛の所持者として有名だが、他に九十九髪茄子（現在静嘉堂文庫所蔵）を一時所持していた。その他にも名物を多数所持しており、当時の茶人としての位置づけは高かった。野村美術館には、天正3年（1573年）1月22日に、久秀自ら作成した茶杓「玉椿」が所蔵されている。

## 逸話

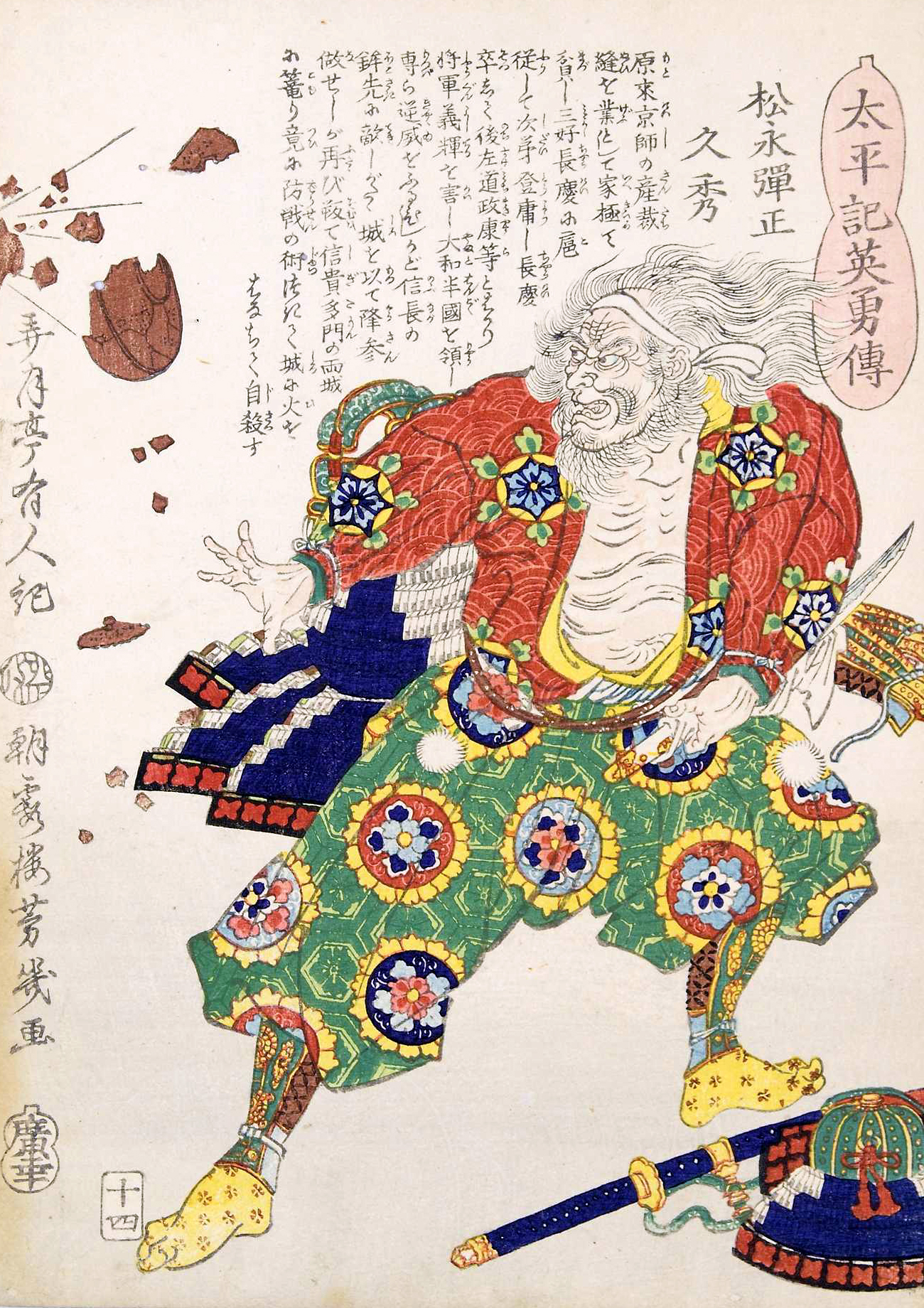
『太平記英勇伝：松永弾正久秀』
（落合芳幾筆）

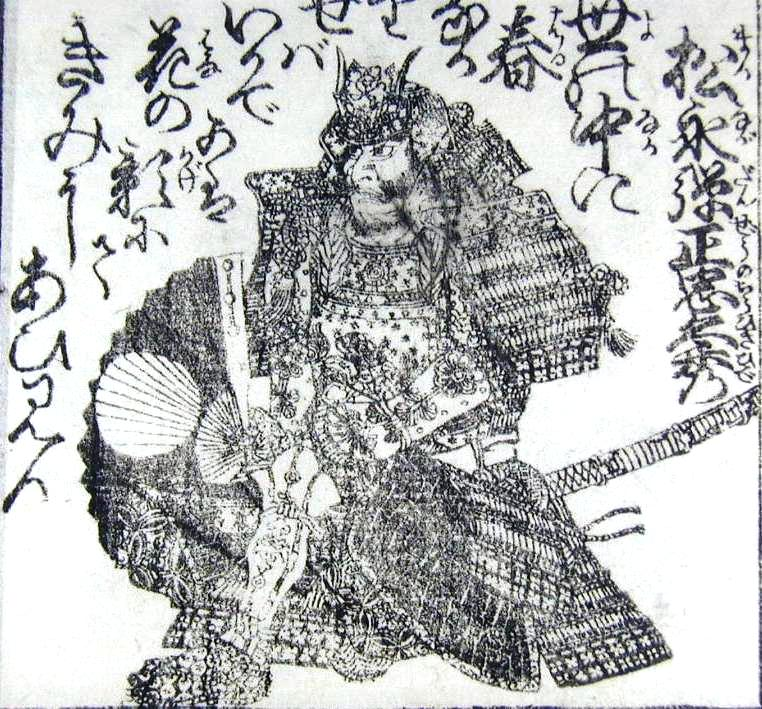
『続英雄百人一首』より「松永弾正久秀」（歌川貞秀画）

- 吝嗇（けち）な性質であったとされ、『足利季世記』に「松永は分別才覚、人にすぐれ、武勇は無双なり、諸人これを用ゆるといへども、天性やぶさかに生れついて、大欲深し」とある。
- 医師の曲直瀬道三から性技指南書である『黄素妙論(こうそみょうろん)』を伝授されていた[85]。

- 久秀は三好家重臣として莫大な富を築いたが、その富は朝廷への献金など己の出世のために使ったという。また永禄7年（1564年）3月16日には朝廷に対して改元を迫ったが、2日後の18日になっても返答が無く無視されたという。なおその富で当時名器といわれた茶器を多数所持し、後の織田信長時代にも信長のもとで生き延びるために茶器を献上したという逸話もある[86]。
- 織田信長の松永久秀への対応は甘かった。3度目の謀反でも茶釜「平蜘蛛」と引き換えに助命を考えていた節があり、信長が一目置く武将であったとの見方もある。また、『常山紀談』で信長が語った久秀の「三悪事（三好家乗っ取り・永禄の変・東大寺大仏殿焼き討ち）」に対し、信長自身も、主君に当たる織田大和守家の当主であった織田信友を討滅し、将軍であった足利義昭を追放し、比叡山焼き討ちを敢行する等、久秀とまったく同じような所業を成している。信長は足利義昭を擁して上洛した際、義昭は久秀を兄の義輝殺害の首謀者として誅殺するように命じたが信長は久秀を庇って助命に持ち込んだ。武田信玄の西上作戦で謀反した際も信長は所領の没収だけで許した。
- 信長とは同じ茶の湯を嗜む同士であり、信長に招かれてその点前で茶を頂いた時に「いつまでもお手前の九十九髪の茶入れで数寄をなされよ」と理解ある言葉を信長からもらい、久秀もその恩返しのためか数寄屋を新しくしている。一方で徳川家康が久秀と面会して丁寧に挨拶を交わしているのを見て「天道に背く行為、さほどに心許せる男にあらず」と述べて礼儀正しくする必要は無いと信長が発言したと伝わる（『備前老人物語』）。
- 中風の予防のため、毎日時刻を決めて頭のてっぺんに灸をすえていた。自害の直前でさえ、灸の用意を命じ、部下から「この期に及んで養生もないでしょう」と言われたが、久秀は「百会（脳天）の灸を見る人は、いつのための養生だと、さぞおかしく思うであろう。だが我は常に中風を憂う。死に臨んで、俄かに中風を発し、五体が動かなくなれば、きっと死が怖くてだろうと笑われる。そうなれば今までの武勇は悉く無益なことになってしまう。百会は中風の神灸なれば、当分その病を防ぎ、快く自害するためのものである」と語って灸を据えさせた後に自害したという（『備前老人物語』）。久秀は年老いても自害を見事に果たせる武将でありたいとの思いがあったものと推測されている。
- 三好長慶の弟である十河一存とは久秀は仲が悪かった。『足利季世記』ならびに『続応仁後記』は、一存の死去について以下のように伝える。永禄3年（1560年）頃に一存は病にかかった。そこで摂津の有馬温泉で一存が久秀と湯治中のとき、久秀が一存の乗馬である葦毛馬を見て、「有馬権現は葦毛を好まないため、その馬には乗らないほうがいい」と忠告した。しかし久秀を嫌う一存は忠告を無視して乗馬し、そして落馬して絶命したというものである。久秀自身は何も関わってはいなかったのだが、後日、久秀が一存を謀殺したという噂が立った。この話について、歴史研究家である長江正一は、病を得ていた一存がわざわざ乗馬をするだろうか、武勇に長け乗馬にも習熟していたと思われる一存がはたして落馬するものだろうかという疑問を呈している。さらに、実際には一存が没したのは翌永禄4年の4月であり、この話は、死去した時期にも誤謬が生じている。
- 息子の久通の最期については諸説があるが、『南海通記』には以下のような話が伝えられている。久通は信貴山城の戦いで父とともに戦っていたが、いよいよ敗色が濃くなると、久秀は久通に城を脱出して再起を期すように促した。久通は父と一緒に死にたいと懇願したが、久秀は息子を半ば強引に城から脱出させた。織田方の大将たちは、久通は命を惜しんで父を見捨てたと嘲笑ったが、信長は「これは弾正（久秀）がそうさせたのであって、何か考えがあってのことであろう」と述べたという。
- 信貴山城の戦いの時、当時20歳になる久秀の娘も在城していたが、最期の時が近づくと父のもとに来て「足手まといにならないうちに、私に暇を下さい。先立って父を待ちます」と言った。久秀は「忙しくてそなたのことを忘れていた。20歳も70歳も同じことで人は必ず死ぬ。そなたは先に行くがよい。後始末をしてから我もすぐに行く」と言って、介錯人をつけて自室に入らせた。娘は赤の下袴を身に着け、羽織っていた打掛を前に敷いた後、介錯人に「女の遺骸は見苦しいものであろうと思い、そのための支度をした。我が首は打掛の中に落とすように」と命じた。娘が太刀を受け、首が落ちると、打掛の端が動いて首を包んだ。それはあたかも首が打掛で自らを覆うような様であったという（『南海通記』）。

### クリスマス休戦の真偽
松永久秀が、三好三人衆らと争っていた永禄8年（1565年）または永禄9年（1566年）ごろ、日本で最初に降誕祭（クリスマス）を理由に休戦を命じた（あるいは応じた）というエピソードが巷間に広く伝えられているが、そのような事実を示す文書は存在しない。この話の元となったのは、『フロイス日本史』の記述である。それによれば、
とあって、これは単に、松永方に属する兵と三好三人衆方に属する兵のキリシタン計70名が共に仲良くミサに行ってパーティーを開いたという内容でしかない。『堺市史』では、このフロイスの記事を永禄9年の出来事として比定している。しかし久秀本人は、永禄9年（1566年）5月の時点で三好三人衆の攻囲に遭い、堺の街から敗走している。以後しばらくの間は完全に消息不明となり、この年のクリスマス前後（旧暦11月14日ごろ）も依然として潜伏逃亡中の状態が継続していたのである。彼が歴史の表舞台に再び姿を表すのは、翌年の永禄10年（1567年）2月16日における三好義継との再会を待たねばならない。
そもそも、久秀は日蓮宗本圀寺の塔頭・戒善院の大檀越であった。
当時の畿内の日蓮宗（法華宗）の教義からすると、キリスト教のみならず他宗一般に対する彼の態度が否定的なものであったことは容易に推定される。そして、こうした推定を裏付ける傍証として、永禄8年（1565年）7月5日に正親町天皇より三好義継に宛てて下されたキリスト教宣教師の洛外追放を命ずる女房奉書が、久秀自身による朝廷への要請と、彼と信仰を同じくしていた公家の竹内季治の進言に応じて発せられたものであったという事実も近年の研究で明らかとなっている。
久秀本人が永禄8年や9年の時点で「クリスマス休戦」なるものに関与したとの通説は、今のところ何ひとつ明確な証拠が確認されていない話であると言うことができよう。なお、久秀の甥である内藤如安や、当時配下の武将であった結城忠正・高山友照などは永禄8年ごろには既にキリシタンに改宗しており、彼らの率いる軍勢の中には多少のキリシタンが存在していた。よって、久秀がキリスト教排撃論者であったという事実は、フロイス日本史において記録されている“松永方の少数の兵による降誕祭ミサ参加”という逸話それ自体の信憑性までをも妨げるものではない。

## 家族
父親については全く不明であるが、久秀の母親は史料に名前が見えている。三好長慶と東寺が相論の裁許の交渉を行っている際、久秀はその仲介をしていた。東寺は安井宗運という人物と契約していたが、この宗運の書状の中に、久秀の母親が病であり、堺で療養していること、それを長慶も心配していること、久秀の母のもとに赴いて薬を与えたこと、投薬は奏功して久秀の母親は快方へ向かっていることなどが記されている。弘治2年（1556年）のことである。『多聞院日記』によれば、久秀の母親はこの後も堺で暮らし、永禄11年（1568年）に84歳と言う長寿をもって逝去したという。
妻は二人確認される。一人は「言継卿記」に登場する。今村慶満に押領された言継がその回復の為に久秀との交渉をする中で、取次を言継から頼まれている。名前は不明だが「松永女房」と呼ばれている。もう一人は広橋保子であり、公卿・広橋国光の妹である。一条兼冬の妻であったが、彼と死別したあと久秀に嫁いだ。保子は永禄7年（1564年）3月に死去している。
子供は、久秀が「松民」に宛てた書状によると「久通ニ兄弟もなく」とあり、松永久通一人しか確認できない。ただし、『多聞院日記』によると信貴山城落城前の10月1日に松永金吾（久通）が楊本城で殺害されたとあり、信貴山城で自刃した「松永父子」の息子は久通と別人である可能性がある。
弟の松永長頼は、その軍事的才能により久秀よりも早く三好家中で頭角を現し、当初は出頭人である弟の名声の影に久秀の名は隠れた状態であった。長頼の子はキリシタンの内藤如安である。
仔細不明ながらもう一人、弟が存在した可能性がある。以下、佐賀藩士である馬渡俊継が正徳年間に著した『北肥戦誌（九州治乱記）』の記述であるが、肥前国與賀の蜜蔵寺へ空圓という旅の僧が現れ、龍造寺隆信はその者を招いて法談を聞くとこれに帰依し、引き留めて光照寺の住職とした。この空圓、自らの生国と俗姓を語らなかったのであるが、天正5年（1577年）に隆信が千々石直員を攻めた際に龍造寺勢の本陣に来訪し、その陣が崩壊し掛けると自ら長刀を取って、「我は龍造寺與賀・光照寺が寺僧・空圓。実は松永弾正が弟なるぞ。出家とて侮るなかれ」と述べ、敵を四方八方に追い散らして討ち死にしたと記述される。
また『寛政重修諸家譜』によると、三好長慶に仕えた野間長久の妻は久秀の姪で、その子に久秀の養子となった左馬進がいたという。左馬進は『多聞院日記』に久秀の甥と記されており、左馬進の母は久秀の姪でなく姉妹と考えられる。元亀2年（1571年）の辰市城の戦いの際、左馬進は同じく久秀の甥である孫四郎と共に討死した。

### 子孫
- 俳人の松永貞徳の父・永種は高槻城主・入江氏の出身で、祖母・妙精の松永姓を名乗ったとされ[注釈 15]、妙精は久秀の伯祖母という[100]。貞徳の子に儒学者の松永尺五がいる[100]。

## 後世の評価
斎藤道三・宇喜多直家と並んで日本の戦国時代の三大梟雄とも評されている。「下剋上の代名詞」、「謀反癖のある人物」などのイメージを一般には抱かれており、小説を始めとした創作物においてもそのような人物として描かれることが多いが、こうした久秀のイメージは、後世に成立した『常山紀談』などを典拠として成立したところが大きい。しかし、実際の久秀は主君・三好長慶の存命中は、目立って謀反を起こしたり専横をしたことは一次史料からは確認できない。また、長慶の嫡男・義興や長慶の弟・十河一存を暗殺し、長慶の弟・安宅冬康を讒訴して殺させ、三好政権を崩壊へと導いたといわれるが、これらの情報も多くは軍記物などを典拠としたもので、信憑性に乏しい。
天野忠幸は、松永久秀が裏切り癖のある悪人として評価されそれが定着したことについて、幕藩体制が安定化して、家臣が譜代ばかりになったため、久秀のような成り上がり者はただの脅威としてしかみなされなくなった、そういう秩序の安定した社会の風潮が原因ではないかと推測している。
また、長慶の死後、三好家の中核は長慶の弟、実休の家系である阿波三好家（三好長治ら）に移ってゆく。久秀は、この阿波三好家と対立するようになった。そうしたことも、「裏切り者」「梟雄」のイメージ醸成に影響したのではないかとも指摘される。

## 家臣
- 岡国高
- 奥田忠高
- 楠木正虎
- 高田三河守
- 高山友照
- 結城忠正
- 竹内秀勝
- 土岐頼次
- 林通勝[注釈 16]
- 本多正信[注釈 17]
- 柳生宗厳
- 瓦林秀重
- 四手井家保
- 四手井家武
- 山口秀勝
- 海老名友清
- 森正友
- 飯田基次
- 森好久
- 河合秀武

## 松永久秀を題材とした作品
映画
- 『伊賀忍法帖』（東映、1982年）

小説
- 中山義秀『松永弾正』（中央公論社、1957年）
- 山田風太郎『伊賀忍法帖』（実業之日本社、1964年）
- 海音寺潮五郎『松永久秀』（『悪人列傳 下』文藝春秋、1967年 / 『悪人列伝 三』文春文庫、1976年 / 『悪人列伝 近世篇』文春文庫、2007年　所収）
- 南條範夫『松永久秀の変貌』（『天平の写経師』所収、毎日新聞社、1971年）
- 井上靖 『平蜘蛛の釜』（『天目山の雲』所収、角川書店、1975年）
- 早乙女貢『悪霊・松永弾正久秀』（読売新聞社、1983年）
- 笹沢左保『野望将軍』（集英社、1986年）
- 神坂次郎『ドンジョンのある風景 - 松永弾正久秀』（『おかしな大名たち』所収、中央公論社、1990年）
- 澤田ふじ子『村雨の首』（『村雨の首 歴史小説集』所収、広済堂出版、1991年）
- 萩尾農『松永久秀』（『信長に「反逆」した男たち』所収、教育書籍、1992年）
- 津本陽『乱世、夢幻の如し』（プレジデント社、1992年）
- 永井路子	『信貴山落日』（『天下に挑む 反逆者小説集』所収、講談社、1994年）
- 黒部亨『松永弾正久秀』（PHP研究所、1996年）
- 戸部新十郎『松永弾正』（読売新聞社、1998年）
- 安部龍太郎『神々に告ぐ』（角川書店、2002年）
- 宇月原晴明『黎明に叛くもの』（中央公論新社、2003年）
- 南條範夫『天守閣の久秀』（『短篇小説集 軍師の死にざま』作品社、2006年 / 『軍師の死にざま』実業之日本社文庫、2013年　所収）
- 米津彬介『舳のない笹舟』（文芸社、2006年）
- 小林克巳『信長と久秀、悪名の誉れ』（幻冬舎ルネッサンス、2008年）
- 井ノ部康之『大仏殿炎上』（小学館文庫、2010年）
- 稲葉博一『忍者烈伝ノ続』（角川学芸出版、2010年 / 講談社文庫、2016年）
- 雨木秀介『弾正の蜘蛛』（富士見書房、2014年）
- 花村萬月『弾正星』（小学館、2014年 / 小学館文庫、2018年）
- 今村翔吾『生滅の流儀』（『戦国の教科書』講談社、2019年 / 『風雲 戦国アンソロジー』講談社文庫、2023年　所収）
- 上田秀人『追慕』（『本意に非ず』所収、文藝春秋、2019年 / 文春文庫、2022年）
- 今村翔吾『じんかん』（講談社、2020年 / 講談社文庫、2024年）
- 今村翔吾『九兵衛の再縁』（『戦国武将伝 西日本編』所収、PHP研究所、2023年）

歌舞伎
- 『祇園祭礼信仰記』（悪役・松永大膳のモデル）

漫画
- 山田芳裕『へうげもの』（2005年 - 2017年、モーニング）— アニメ化もされた作品
- 小坂まりこ『戦国ダンス STEP ON THE WARRIOR』（2014年 - 、ぼくらのヤングジャンプ）
- 今村翔吾（原作）・恵広史（漫画）『カンギバンカ』（2020年 - 2021年、週刊少年マガジン）
- そにしけんじ『ねこねこ日本史』（	COMICリュエル、実業之日本社）
- 西村ミツル（原作）・梶川卓郎（漫画）『信長のシェフ』（2011年 - 2024年、週刊漫画TIMES）— テレビドラマ化もされた作品

アニメ
- ねこねこ日本史（NHK Eテレ、声 - 大塚明夫）

テレビドラマ
大河ドラマ
- 国盗り物語（1973年、演：永井秀明)
- 信長 KING OF ZIPANGU（1992年、演：清水綋治)
- 軍師官兵衛（2014年、演：ミッキー・カーチス）
- 麒麟がくる（2020年、演：吉田鋼太郎）

アダルトゲーム
- 平グモちゃん-戦国下剋上物語-（2012年、ライアーソフト）

## 史料
- 『川角太閤記』
- 『信長公記』
- 『厳助大僧正記』
- 『常山紀談』
- 『言継卿記』
- 『多聞院日記』
- 『備前老人物語』
- 『黄素妙論』

### 肖像画
- 「松永久秀公画像」 - 死後約200年18世紀後半との推定作、高槻市保管[109]

### 関連書籍
- 藤岡周三『戦国ドキュメント　松永久秀の真実』
- 神坂次郎「ドンジョンのある風景」（『おかしな大名たち』）
- 南条範夫・桑田忠親「松永弾正久秀」（『日本史探訪　第15集』）
- 海音寺潮五郎『悪人列伝　近世篇』
- 谷晃「松永久秀の多門山城茶会」（『仮想茶会潜入記　時空を超えた茶人の彷徨』）
- 会田雄次「松永久秀」（『歴史の京都6　悪党と奇人』）